# 一斉授業
一斉授業（いっせいじゅぎょう）は、日本の公教育では最も一般的な授業の形態。教師が一人で、大勢の児童・生徒・学生に対して授業をするというもの。一斉教授、一斉学習ともいう。

## 概要
児童・生徒は全員、黒板を背にした教師の方を向いて授業を受ける。授業は概ね教師の描いたシナリオに基づいて行われる。教師は問答法的な問いかけで、児童・生徒の理解度を推し量るが、学級全体の児童・生徒に質問することは出来ず、教師からの一方的な情報発信になりがちという難点もある。

## 歴史
少数の授業者が多数の受講者に対して授業を実施する形式は、19世紀初頭にイギリスにおいて開発されたベル・ランカスター方式に始まるとされる。この方式が近代教育の基本形態として広く採用された。

## 一斉授業の利点と問題
一斉授業では児童・生徒の教育水準がほぼ均等化され、学力の差が生じにくい。クラスの仲間との一体感や切磋琢磨ができることで学習のモチベーションが維持しやすく、あらかじめ授業のスケジュールが決まっているため、講義スピードについていこうと必死になり、自分で色々と工夫して、効率よく学習することもできる。結果として、自分だけで学習を進めにくい生徒に対して学習へ導きやすい。
また、適切な発問を考え、それを適宜生徒に与えていくと、生徒はそれをきっかけに考え、多様な答えを出してくる。様々な考えがぶつかりあって、多様な発展をもたらすことができる。しかし、適切な発問を考えるには、教材への理解と子どもへの理解がともに深くなければならない。
一方で、「得意」「苦手」や「理解のペース」には個人差があるにもかかわらず、全員が画一的な指導を受けることとなり、特に人数が多ければ多いほど、全員が満足いくような講義は難しくなる。授業は「中の下」くらいの学力層に焦点を当てて進めることが多くなる。あまりレベルを上げると、ついてこられない子が増える。逆に、あまり下げると進度が遅れて、教科書が終わらない事態になる。よって理解していないことがわかっていても、授業を次に進めていかなければならない。結果的に落ちこぼれる子が出てくるが、そうした子に十分なフォローをする時間はないため落ちこぼれたままになりやすい。そして同じペースで授業を進める以上、理解の早い子が勝手に先に進むのは止めなければならない。また個々の児童・生徒の興味、関心、個人差には応えにくく、教師からの詰め込み型、押し付けになりやすいという問題もある。出来合いの問いと答えを中心にしたものをこの形式でやれば、子どもたちに何のためにこんな勉強をしなければならないのかという疑念や息苦しさを与えてしまう可能性もある。
そうした欠点は、グループ学習（分団学習、小集団学習）や個別学習を平行して進めることで補う必要がある。また、近年の日本においてはチームティーチングの試みも広がってきている。
バラス・スキナーは延々と続く教師の説明とそれをただ受け身的に聞いているだけの一斉授業を批判し行動心理学の見地からティーチングマシンによるプログラム学習を提唱した。
林修は現在はITの活用により個別学習できる環境が整ったとして高いレベルの学力を生徒に求め、足りない部分は個人で補うことが理想と述べている。
橋下徹は「一律平等では伸びる子も伸ばせない」として一斉授業による履修主義から個別学習による習得主義への転換を提唱している。
茂木健一郎は脳科学の見地から一斉授業を批判し、「生徒の脳のエンゲージメントの強度と質を評価軸にする」やり方を提唱している。
親野智可等や苫野一徳のような教育評論家・教育学者の間でも個別学習に大きく舵を切っていくべきという意見は多く出てきている。
工藤勇一や藤原和博のような教育者の中には一斉授業の問題点を指摘し、AIを活用した学習の個別化へ取り組んでいる例も存在する。